# Мазур, Сергей Николаевич
Сергей Николаевич Мазур (укр. Сергій Миколайович Мазур; род. 23 мая 1970, Горняк, Донецкая область) — украинский футболист и футбольный менеджер. В настоящее время является вице-президентом клуба «Кривбасс» (Кривой Рог), выступающего в высшей лиге Украины.

## Карьера
Футбольную карьеру начал в Советском Союзе, в 1987 году выступал за донецкий «Шахтер», в 1990 году дебютировал за основной состав клуба. В 1991 году Мазур перешел в криворожский «Кривбасс», выступавший в низшей советской второй лиге. После распада Советского Союза он играл в самом первом чемпионате Украины и как игрок «Кривбасса» был переведен вместе с клубом в Высшую лигу. В 1994 году Мазур присоединился к команде «Авангард» из Желтых Вод, за которую играл, пока клуб не обанкротился. Спустя полсезона Мазур выступал за команду «Спортинвест», но вскоре снова вернулся в «Кривбасс». В 1996 году покинул Украину и играл за рубежом в России и Казахстане.
В начале 2000-х годов Мазур вернулся в «Кривбасс», где был назначен старшим тренером молодежной команды. После банкротства «Кривбасса» остался в команде, а в 2015 году был назначен ее главным тренером на чемпионат Днепропетровской области.

## Семья
Он является братом другого профессионального футболиста Василия Мазура.